# 威虎岭站
威虎岭站是位于吉林省敦化市威虎岭村的一个铁路车站，邮政编码133704。车站建于1928年，有长图铁路经过该站，现仅办理货运业务，不办理客运业务，车站及其上下行区间均未电气化。车站距离长春站284公里，隶属沈阳铁路局，是四等站。